# إمينه كارا
إمينة كارا (بالكردية: Emîne Qara)، والمعروفة أيضًا باسمها الحركي إيفين غويي (Evîn Goyî) (1974 – 23 ديسمبر 2022)، كانت مقاتلة وناشطة سياسية كردية تركية شغلت منصب رئيسة (بالفرنسية).
وُلدت في تركيا، وفرت إلى إقليم كردستان العراق عام 1994 بعد مذبحة تعرضت لها قريتها. انضمت إلى القضية الكردية عام 1988 وشاركت في حرب الإدارة الذاتية لشمال وشرق سوريا ضد تنظيم الدولة الإسلامية (داعش) عام 2014. بعد إصابتها في الرقة، انتقلت إلى أوروبا لتلقي العلاج الطبي في عام 2020. قُتلت في هجوم باريس 2022.

## سيرتها
وُلدت عام 1974 في قرية هلال التابعة لمدينة أولوديري في ولاية شرناق بتركيا، وكانت الطفل الرابع بين خمسة أطفال. انتقلت عائلتها إلى العراق عام 1994، حيث استقروا في مخيم للاجئين في زاخو قبل أن ينتقلوا بشكل دائم إلى مخمور.

### المسيرة العسكرية
انضمت كارا إلى الحركة الكردية المسلحة عام 1988. قاتلت وناضلت من أجل كردستان في تركيا والعراق وسوريا وإيران. في عام 2014، انضمت إلى الميليشيات المنظمة للدفاع عن منطقة الحكم الذاتي (الإدارة الذاتية لشمال وشرق سوريا لاحقًا) التي شكلها حزب الاتحاد الديمقراطي، الذي كانت له صلات وثيقة مع حزب العمال الكردستاني التركي، خلال الحرب الأهلية السورية. شاركت في النضال ضد تنظيم الدولة الإسلامية في عين العرب ومعركة الرقة.

### المنفى في فرنسا
أصيبت كارا في الرقة عام 2019 وغادرت بعد سقوط تنظيم الدولة الإسلامية، وانتقلت إلى فرنسا، ثم إلى ألمانيا لتلقي العلاج الطبي، قبل أن تعود إلى باريس في سبتمبر 2020. أصبحت معلمة وتقدمت بطلب لجوء لكنه قُوبل بالرفض من قبل المكتب الفرنسي لحماية اللاجئين وعديمي الجنسية في فبراير 2022. تم تأكيد القرار من قبل (بالفرنسية) في أغسطس 2022، على الرغم من وجود استئناف قيد النظر.
في باريس، واصلت كارا التزامها بالقضية الكردية، وأصبحت رئيسة لحركة المرأة الكردية في فرنسا. وفقًا لجريدة (بالفرنسية) الفرنسية، كانت بطلة داخل الشتات الكردي الأوروبي. عبرت عن دعمها للاحتجاجات الإيرانية 2022 خلال الأشهر الأخيرة من حياتها. يُنسب إليها الفضل في نشر الشعار امرأة، حياة، حرية، الذي استخدمه الجناح النسائي لحزب السلام والديمقراطية. كما بدأت عدة تظاهرات في باريس تضامنًا مع مهسا أميني.

### الوفاة
في 23 ديسمبر 2022، قُتلت إمين قارا في إطلاق نار نفذه متطرف يميني مناهض للأكراد. كانت تشارك في اجتماع لتحضير مسيرة إحياءً للذكرى العاشرة لاغتيال ثلاث ناشطات كرديات في باريس. قُتل أيضًا رجلان كرديان في الهجوم. يعتبر الأكراد الثلاثة شهداء.